# Benson Lee
Benson Lee (Toronto, 3 november 1969) is een Zuid-Koreaans-Amerikaans filmregisseur, scenarioschrijver en filmproducent.

## Biografie
Benson Lee is van Koreaanse afkomst en werd geboren in Toronto, Canada. Hij groeide op nabij Philadelphia. Lee studeerde aan de F.I.T., vervolgens de New York-universiteit en studeerde af aan de Universiteit van Hawaï. Vervolgens verhuisde Lee naar Parijs waar hij werk vond in de Franse filmindustrie. Wegens problemen met de Franse taal zocht en vond hij werk in Londen waar hij zijn eerste speelfilm kon maken. Zijn eerste film Miss Monday werd in 1998 geselecteerd voor de competitie op het Sundance Film Festival en won de Special Grand Jury Prize for Best Acting. Lee’s eerste documentaire Planet B-Boy uit 2007 was succesvol in de Verenigde Staten. Lee regisseerde in 2013 ook Battle of the Year, de Hollywoodadaptatie van deze documentaire. 
Lee woont momenteel in Los Angeles, Californië.

## Filmografie
- Miss Monday (1998)
- Planet B-Boy (documentaire, 2007)
- Battle of the Year (2013)
- Seoul Searching (2015)

## Prijzen en nominaties
De belangrijkste:
| Jaar | Prijs                                                 | Categorie                 | Genomineerde(n) | Uitslag     |
| ---- | ----------------------------------------------------- | ------------------------- | --------------- | ----------- |
| 2007 | Internationaal documentairefilmfestival van Amsterdam | DOC U! Award              | Planet B-Boy    | Gewonnen    |
| 1998 | Sundance Film Festival                                | Grand Jury Prize Dramatic | Miss Monday     | Genomineerd |